# David Herman
David Herman (Nueva York, Estados Unidos; 20 de febrero de 1967) es un actor y cómico estadounidense conocido por sus actuaciones en MADtv y por ser la voz de Scruffy en Futurama.

## Biografía
Nació en Nueva York y se crio en Washington Heights. En 1987 se graduó en bellas artes en el instituto Fiorello H. LaGuardia y posteriormente obtuvo una beca para estudiar en la Universidad Estatal de Nueva York. 

## Carrera
Sus primeros trabajos como actor fueron Nacido el 4 de julio y Let it be me, sin embargo su actuación más conocida fue su papel de Michael Bolton en Office Space de 1999. Años atrás, Herman actuaría junto a John Leguizamo en House of Buggin's, pero la cadena original decidió reemplazar el programa y ficharía por el elenco de MADtv donde estuvo hasta 1998 para dedicarse a otros proyectos.
Aparte de la televisión, ha participado en producciones cinematográficas como Dude, Where's My Car? y Fun with Dick and Jane. Otro título destacado es Idiocracy.
Sin embargo es más conocido por su faceta de actor de voz tanto en televisión como en videojuegos, en especial Futurama y El rey de la colina. También ha colaborado en series como: Padre de familia, American Dad, Invader Zim y Bob's Burgers entre otras.

## Filmografía
| Año  | Título                                                   | Personaje | Observaciones            |
| ---- | -------------------------------------------------------- | --- | ------------------------ |
| 1989 | Lost Angels                                              | Carlo |                          |
| 1989 | Nacido el 4 de julio                                     | VA del hospital                                                                                              |                          |
| 1997 | Kirk and Kerry                                           | Dave | Cortometraje             |
| 1998 | Gunshy                                                   | Dan |                          |
| 1999 | Olive, the Other Reindeer                                | Guard Shack Elf                                                                                              | Voz                      |
| 1999 | Office Space                                             | Michael Bolton                                                                                               |                          |
| 2000 | Shriek If You Know What I Did Last Friday the Thirteenth | Sr. Lowelle Buchanan                                                                                         |                          |
| 2000 | Dude, Where's My Car?                                    | Nelson |                          |
| 2000 | Table One                                                | Norman |                          |
| 2000 | Monsignor Martínez                                       | John Smith                                                                                                   | Voz                      |
| 2003 | Life on Parole                                           | Dave | Película para televisión |
| 2005 | The Lather Effect                                        | Corey |                          |
| 2005 | Kicking & Screaming                                      | Árbitro |                          |
| 2005 | Fun with Dick and Jane                                   | Angry Caller                                                                                                 | Voz                      |
| 2006 | Idiocracy                                                | Secretario de Estado                                                                                         |                          |
| 2007 | Bee Movie                                                | Buzz Bob Rumble Piloto                                                                                       | Voz                      |
| 2007 | Futurama: Bender's Big Score                             | Nudar Scruffy Turanga Morris Terry Personajes adicionales                                                    | Voz Directa a video      |
| 2008 | Futurama: The Beast with a Billion Backs                 | Dr. Ogden Wernstrom Mayor Poopenmeyer Pazuzu Chu Fatbot Warden Vogel Three-Eyed Zebra Personajes adicionales | Voz Directa a video      |
| 2008 | Futurama: Bender's Game                                  | Larry/Larius Turanga Morris Scruffy Dr. Ogden Wernstrom Roberto/Rey Roberto Personajes adicionales           | Voz Directa a video      |
| 2009 | Futurama: Into the Wild Green Yonder                     | Número 9 Scruffy Michael Personajes adicionales                                                              | Voz Directa a video      |
| 2013 | Bad Milo                                                 | Ralph | Voz                      |
| 2023 | Strays                                                   | Perro | Voz                      |